# Поваркаси
Поварка́си (рос. Поваркасы, чув. Паваркасси) — присілок у складі Цівільського району Чувашії, Росія. Адміністративний центр Поваркасинського сільського поселення.
Населення — 482 особи (2010; 494 у 2002).
Національний склад:
- чуваші — 98 %